# Bombardier
Bombardier (fransk udtale: [bɔ̃baʁdje], TSX: BBD.A, BBD.B

OTC Pink: BDRBF) er en multinational koncern med hovedkvarter i Canada, som producerer bl.a. fly og tog. Selskabet har 65.000 ansatte (2004) og har siden 1998 organiseret sine aktiviteter inden for de fem divisioner Transportation, Aerospace, Recreational Products, Services og Capital. Hovedkvarteret ligger i Montreal, Quebec.
Bombardier Transportation Denmark A/S har ca. 275 medarbejdere fordelt mellem Rail Control Solutions divisionen i København og Services divisionen i Randers.
Bombardier blev grundlagt i 1942 af Joseph-Armand Bombardier under navnet L'Auto-Neige Bombardier Limitée. Selskabet fokuserede i begyndelsen på produktion af køretøjer til brug i sneterræner. Divisionen, som producerer snescootere blev skilt ud som eget selskab i 2003.
Flydivisionen (Aerospace/Aéronautique) blev stiftet efter opkøbet af Canadair i 1986. Divisionen producerer mindre fly til passagertrafik, deriblandt flytypen Dash-8, der findes i flere variationer, bl.a. Q400, som anvendes af bl.a. SAS. Denne flytype og andre propelfly produceres hovedsagelig af datterselskabet de Havilland Canada. Bombardier producerer endvidere mindre jetfly inden for selskabet Learjet, samt amfibiefly, som bruges til brandslukning.
Blandt de fly, som produceres af koncernen er flytypen Q400, som SAS i 2007 havde to uheld med inden for ganske få dage, hvor højre landingshjul brød sammen under landing i henholdsvis Aalborg og Vilnius.
Transportdivisionen (Transportation) producerer togsæt, lokomotiver og forskellige passager- og godsvogne, både i Nordamerika og i Europa. DSB kører med flere togsæt fra Bombardier, nemlig de specielle Øresundstog, der fortrinsvis kører på strækningen fra Helsingør via Øresundsbroen til flere svenske byer, samt dobbeltdækkervogne til regionaltogene, hvor en lang række vogne fortsat er i ordre.
Lige siden leveringen af Øresundstogene, der er karakteriseret ved at kunne køre på såvel dansk som svensk kørestrøm, har der været tekniske problemer med såvel togsættenes motorer som informationssystemer. Motorerne trækker langt mindre end de burde, og det har været stærkt medvirkende til de gentagne forsinkelser på Kystbanen.